# Friedrich Ecker
Friedrich Fritz Ecker (* 6. Februar 1859 in Köln; † 14. Juni 1924 in Tegernsee) war ein deutscher Verwaltungsjurist und Parlamentarier.

## Leben
Friedrich Ecker studierte an der Ruprecht-Karls-Universität Heidelberg Rechtswissenschaft. 1879 wurde er Mitglied des Corps Guestphalia Heidelberg. Nach dem Studium trat er in den preußischen Staatsdienst ein. Das Regierungsreferendariat absolvierte er bei der Regierung in Düsseldorf. 1890 bestand er das Examen als Regierungsassessor. 1900 wurde er zum Landrat des Kreises Winsen ernannt. Das Amt hatte er bis zu seiner Pensionierung inne.
Ecker war stellvertretender Vorsitzender des Vereins Naturschutzpark. In seinem Engagement um den Naturschutz in der Lüneburger Heide verhinderte er zusammen mit Pastor Wilhelm Bode 1909 die geplante Aufforstung des Wilseder Bergs. Von 1908 bis 1918 war er als Mitglied der Nationalliberalen Partei Abgeordneter des Wahlkreises Lüneburg 6 zum Preußischen Abgeordnetenhaus.